# 太康綠色隧道

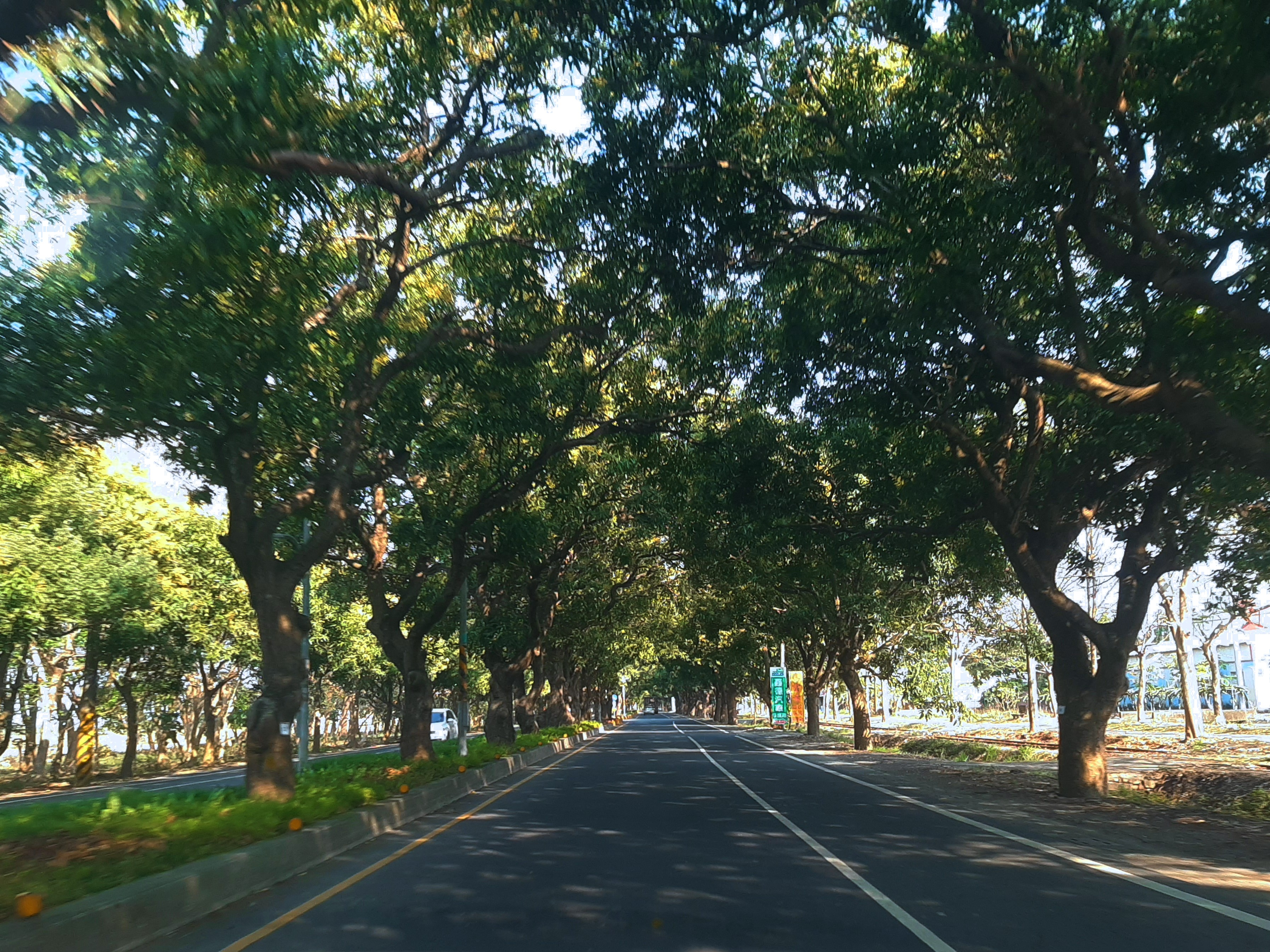
進入中段的太康綠色隧道林蔭茂盛

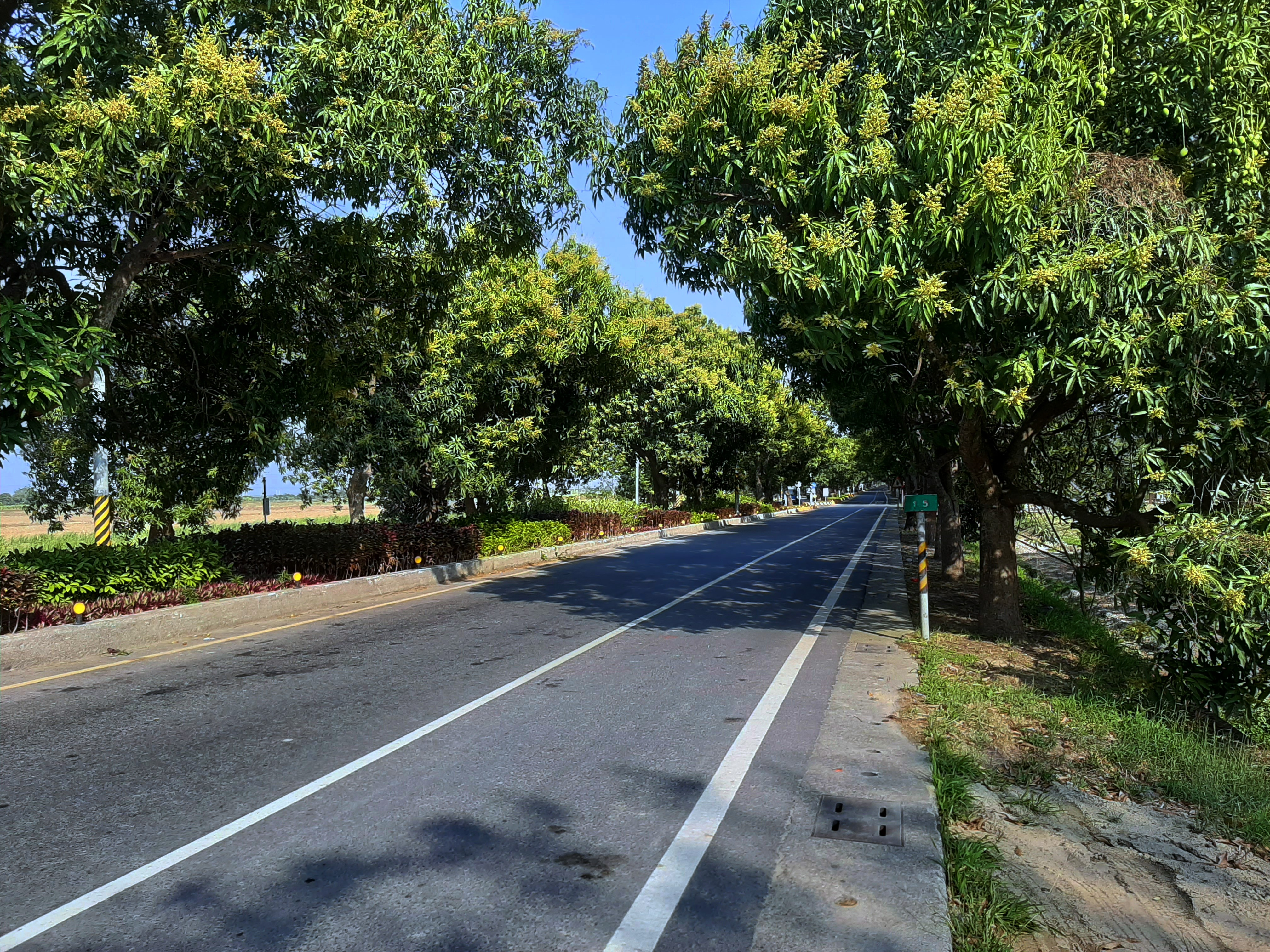
太康綠色隧道起點景觀（芒果樹林起始點）

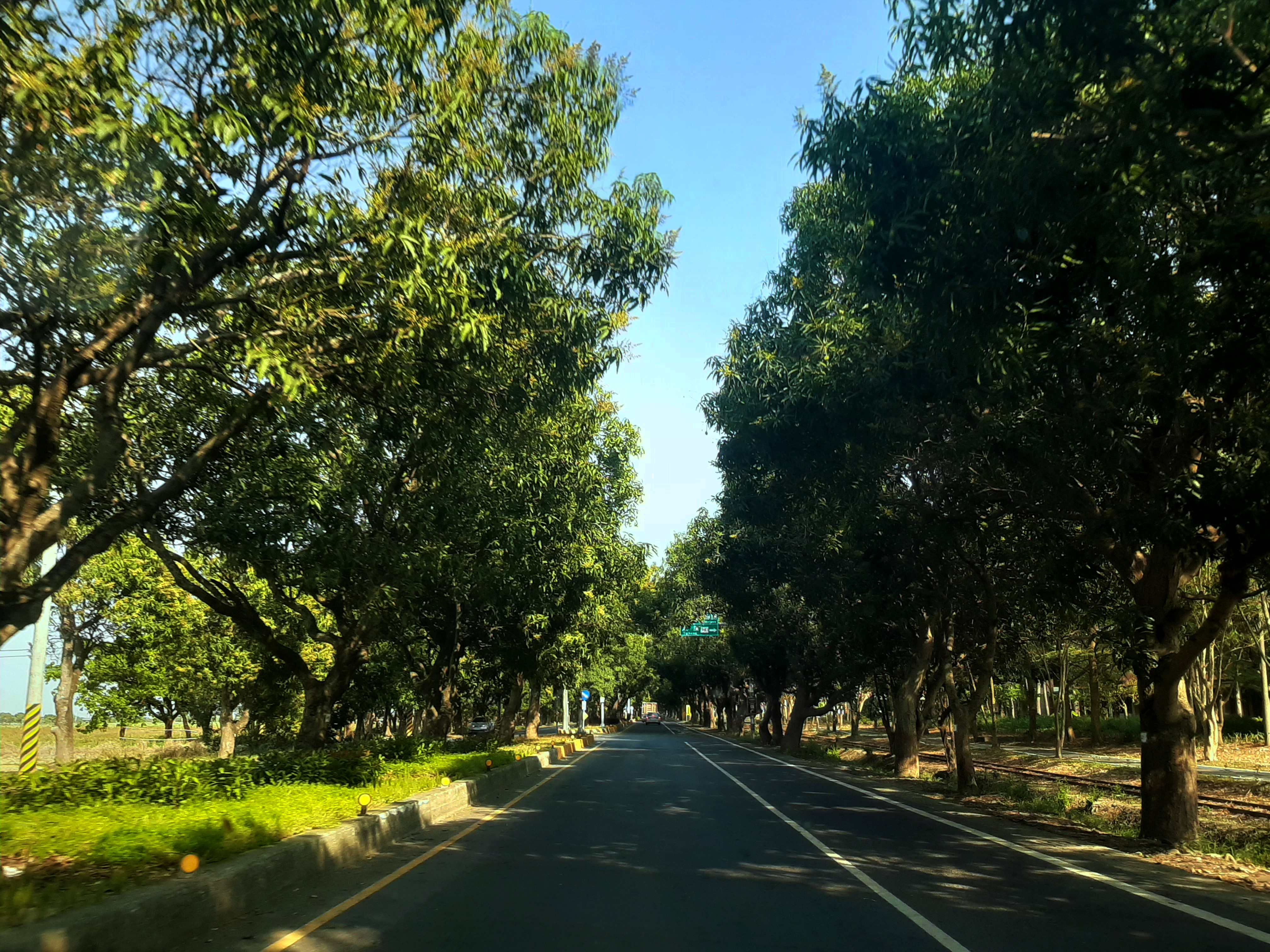
太康綠色隧道前段景觀

太康綠色隧道位於臺南市柳營區義士路二段至三段，為區道南108線的一部分，長約4.5公里，是由兩側與中央的芒果樹所形成的綠蔭大道，特殊的景致也被列入「南瀛八景十勝」中的八景之一，並定名為「太康綠隧」。

## 介紹
於日治時期二戰期間，義士路做為「軍路」使用，據傳日軍因怕盟軍飛機轟炸，規定當地居民必須在路邊種五棵樹，後來逐漸形成林蔭大道，總計約700多棵，隧道起點於太康里，因而得名，目前臺南永康砲校將移植190棵土芒果樹於此，讓太康綠色隧道更茂密。道路沿途由樹齡約80年的土芒果樹組成，夏季時樹上有許多結實纍纍的芒果，行駛其中，綠意盎然，綠蔭遮天。於清晨或傍晚漫步其間，光影自不同方向進入，心曠神怡，十分美麗，因而被選為「南瀛八景」之一。

## 外部連結
臺南市柳營區公所（页面存档备份，存于）
臺南旅遊網（页面存档备份，存于）